# Gary Matthews
Gary Nathaniel Matthews, Sr. (né le 5 juillet 1950 à San Fernando, Californie, États-Unis) est un voltigeur de baseball ayant porté les couleurs de cinq équipes des Ligues majeures de 1972 à 1987.
Il a reçu une invitation au match des étoiles et réussi plus de 2 000 coups sûrs au cours de sa carrière. Il a remporté le titre de recrue de l'année à sa première saison complète et fut nommé en 1983 joueur par excellence de la Série de championnat de la Ligue nationale.
Surnommé Sarge ou The Sarge, Matthews est depuis plusieurs années le commentateur des parties télévisées des Phillies de Philadelphie.
Il est le père de Gary Matthews, Jr., joueur des Ligues majeures de baseball.

## Carrière de joueur
Gary Matthews est le choix de première ronde des Giants de San Francisco en 1968. Il est le 17e joueur sélectionné au total par un club du baseball majeur dans cette séance de repêchage amateur.
Il fait ses débuts dans les majeures le 6 septembre 1972 avec les Giants. En 1973, il dispute sa première saison complète. Sa moyenne au bâton de ,300, ses 162 coups sûrs, 12 coups de circuit et 58 points produits lui valent le titre de recrue de l'année dans la Ligue nationale de baseball. Il quitte San Francisco après la saison 1976 pour signer comme agent libre avec les Braves d'Atlanta. Il y maintient de bonnes performances en offensive, frappant pour une moyenne de ,304 (sa plus élevée en carrière pour une saison entière) en 1979, avec des sommets personnels de 192 coups sûrs, 34 doubles, 27 circuits et 90 points produits. Il obtient cette année-là sa première et seule invitation au match des étoiles du baseball majeur.
Le 25 mars 1981, Matthews est échangé par les Braves aux Phillies de Philadelphie en retour du lanceur Bob Walk. En 1981, il hausse sa moyenne une fois de plus au-dessus des ,300, frappant pour ,301. Il joue dans chacun des 162 matchs des Phillies en 1982 et fait marquer 83 points. Sa saison 1983 est plus laborieuse, mais il est partie intégrante des succès des Phillies en séries éliminatoires : avec trois coups de circuit (réussis lors des trois dernières parties de la série) et huit points produits en seulement quatre matchs face aux Dodgers de Los Angeles, Matthews est nommé joueur par excellence de la Série de championnat de la Ligue nationale, permettant à son équipe d'atteindre la Série mondiale. Philadelphie s'y incline cependant face à Baltimore.
Matthews joue pour les Cubs de Chicago de 1984 à 1987. À sa première année là-bas, les Cubs remportent le championnat de leur division et Matthews domine les majeures pour la moyenne de présence sur les buts (,410). Cette moyenne est haussée en bonne partie par les 103 buts-sur-balles soutirés aux lanceurs adverses durant la saison, ce qui constitue le plus haut total de la Ligue nationale en 1984.
Il termine sa carrière en complétant la saison 1987 dans la Ligue américaine chez les Mariners de Seattle. 
En 2 033 parties jouées dans les grandes ligues, Gary Matthews a frappé 2 011 coups sûrs, soit 319 doubles, 51 triples et 234 circuits. Il compte 1 083 points marqués et 978 points produits. Sa moyenne au bâton en carrière est de ,281. Il a de plus réussi 183 vols de but. Frappeur droitier patient, il a soutiré 940 buts-sur-balles.

## Carrière d'instructeur
Gary Matthews est instructeur des frappeurs de 1995 à 1997 avec des équipes des ligues mineures affiliées aux Cubs de Chicago. En 1998 et 1999 il est instructeur des frappeurs chez les Blue Jays de Toronto de la Ligue américaine, avant d'aller accomplir les mêmes fonctions chez les Brewers de Milwaukee (2000) puis les Cubs de Chicago (2003-2004). Les deux années suivantes, il est l'instructeur au premier but des Cubs.

## Carrière de commentateur sportif
Pendant une pause dans sa carrière d'instructeur en 2000 et 2001, Matthews est commentateur à la radio des parties des Blue Jays de Toronto. Depuis 2008, il est commentateur à la télévision des parties des Phillies de Philadelphie. Connu pour ses expressions colorées (« Cadillac time! »), celui qui est surnommé Sarge est aussi célèbre pour porter en ondes différents fedoras, issus de sa collection d'une soixantaine de chapeaux.